# Le Tilleul
Le Tilleul är en kommun i departementet Seine-Maritime i regionen Normandie i norra Frankrike. Kommunen ligger i kantonen Criquetot-l'Esneval som tillhör arrondissementet Le Havre. År 2022 hade Le Tilleul 666 invånare.

## Befolkningsutveckling
Antalet invånare i kommunen Le Tilleul
| Referens: INSEE |